# ایوان اولسون
ایوان اولسون (انگلیسی: Evan Olson؛ زادهٔ ۲۶ ژوئیهٔ ۱۹۹۷) قایقران روئینگ اهل ایالات متحده آمریکا است.